# 南方マンダラ

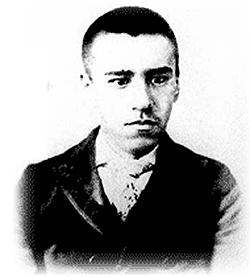
南方熊楠（1891年）

南方マンダラ（みなかたマンダラ）とは、博物学者の南方熊楠が、真言宗僧侶にして仏教学者の土宜法龍にあてて1903年（明治36年）に書いた書簡に登場する、2つの挿図の総称である。「南方マンダラ」と呼ばれる図は、主に7月18日に描かれたものと、8月8日に描かれたものの2つである。

## 背景
1867年（慶応3年）、和歌山市に生まれた南方熊楠は幼少期から知識欲が旺盛であり、1883年（明治16年）に上京したのち大学予備門に入学する。しかし、学業に馴染むことはなく1886年（明治19年）には退学し、海外への留学を志す。同年日本を起った南方はアメリカで6年間遊学したのち、1892年（明治25年）にロンドンに渡る。1893年（明治26年）、熊楠は『ネイチャー』誌に「極東の星座」と銘する論文を発表し、イギリス国内において東洋学の識者として知られるようになっていた。南方が土宜法竜と出会ったのは、この年の10月30日のことであった。
同地において、南方は横浜正金銀行ロンドン支店長であり、郷里を同じくすることから彼の父とも知り合いであった中井芳楠を頼った。南方が土宜法龍とはじめて出会ったのはロンドン滞在時の中井の邸宅においてであった。土宜は1893年にシカゴで開催された万国宗教会議に出席したのち、パリのギメ東洋美術館に仏教資料を調査しにいく予定であり、ロンドンにはその途中に立ち寄った。両人は意気投合し、土宜がパリへ渡ったのちも文通により連絡を取り続けた。南方は1900年（明治33年）、8年に渡るイギリス滞在を終えて帰国し、1901年（明治34年）より那智に滞在した。南方マンダラが書かれた当時、南方は「かくて小生那智山にあり、さびしき限りの生活をなし、昼は動植物を観察し図記して、夜は心理学を研究する」といった生活をしていた。一方の土宜は高野山にいた。南方は1911年（明治44年）、土宜との文通について、「小生は件の土宜師への状を認むるためには、一状に昼夜兼ねて眠りを省き二週間もかかりしことあり。何を書いたか今は覚えねど、これがために自分の学問、灼然と上進せしを記憶しおり候」と述懐している。

## 解説
「南方マンダラ」と呼ばれる図は、主に1903年7月18日に描かれたものと、同年の8月8日に描かれたものの2つである。「南方マンダラ」は南方本人の命名ではなく、「7月18日図」を、南方熊楠の研究者である鶴見和子に見せられた仏教学者の中村元が名付けたものである。「8月8日図」については南方本人が「予の量陀羅」と名付けており、中沢新一によりこれも敷衍して「南方マンダラ」と呼ばれるようになった。

### 7月18日図

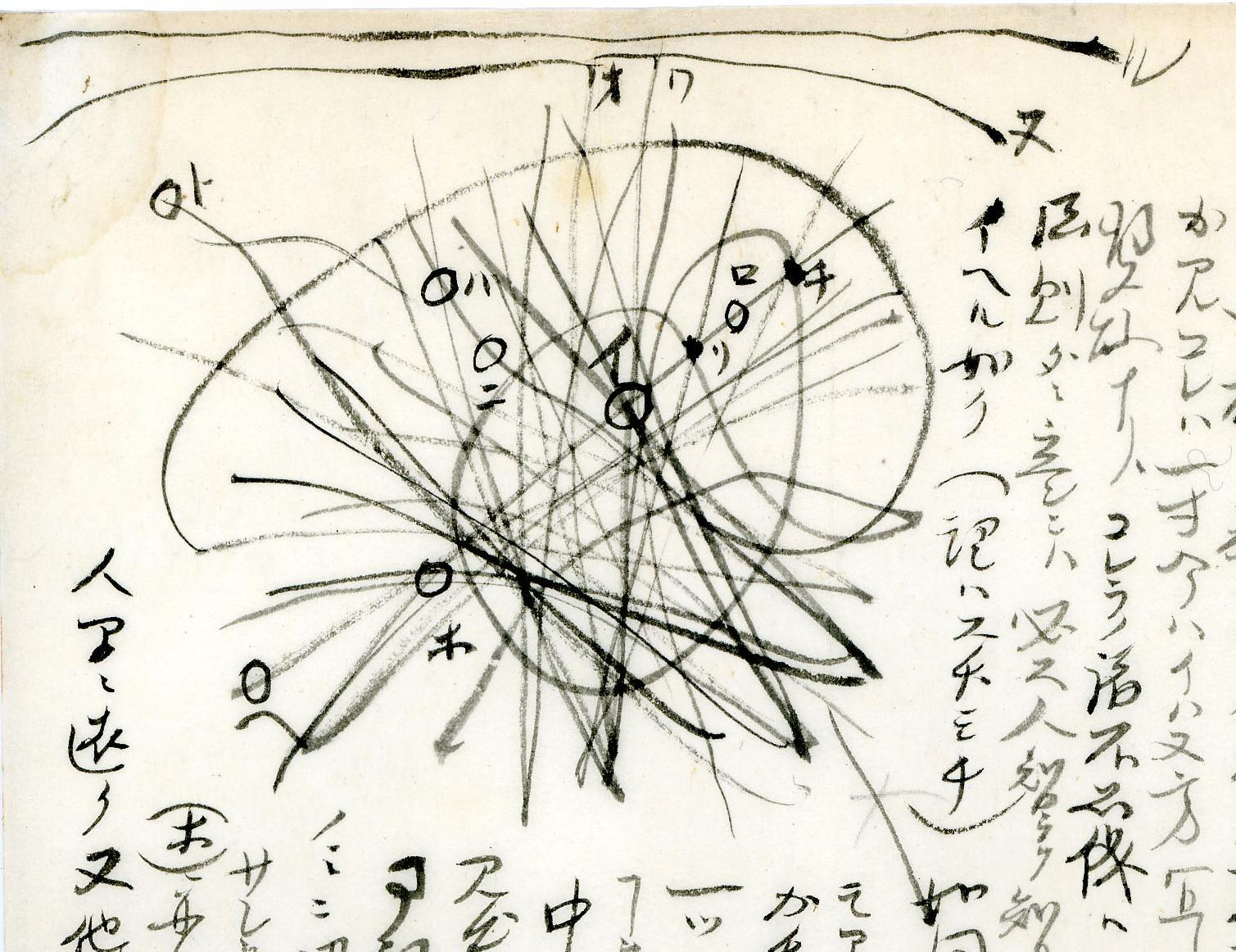
7月18日図

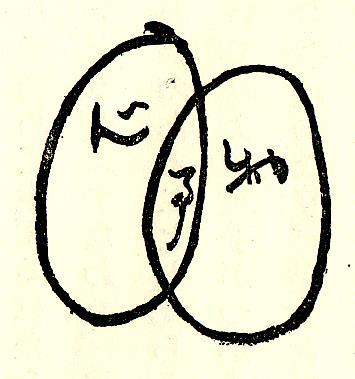
「事の学」の説明図（1893年）

書簡中において、南方は「不思議」なる概念を説明している。南方は「不思議」を、自然科学で解明可能な「物不思議」、精神を対象とする「心不思議」、人間の精神と物質が交わる領域であり、論理学により解明可能な「事不思議」、後述する「理不思議」、大日如来の領域であり、人智により知ることは不可能な「大不思議」に分類する。このうち「物」「心」「事」については、南方は10年前の書簡において述べた「事の学」なる概念と同一のものであると考えられている。1893年（明治26年）12月21日から24日の書簡において、彼はこの概念をベン図によって説明しようとしており、「事」は「物」と「心」が交わる領域として定義されている。
ここに一言す。不思議ということあり。事不思議あり。物不思議あり。心不思議あり。理不思議あり。大日如来の大不思議あり。予は、今日の科学は物不思議をばあらかた片づけ、その順序だけざっと立てならべ得たることと思う（人は理由とか原理とかいう。然し実際は原理に非ず、不思議を解剖して現象図とせし迄なり、此事、前書にいえり、故に省く）。心不思議は、心理学といふものあれど、これは脳とか感覚器とかを離れずに研究中故、物不思議をはなれず、随て心ばかりの不思議の学といふもの今はなし、又は未だなし。次に事不思議は、数学の一事。精微を究めたり、又今も進行し居れり。論理術なる学は、ドモールガン、及ブール二氏などは、数理同前に微細に説始しが、かなしいかな、人間といふものは、目前の功を急にするものにて、実用の急なきこと故、数理ほどに明ならず、又、修る者少し。前年、巴里へ申せし如く、易理又禅の公案などは、この事理の（人間社会又個人より見て）極極粗なるものながら其用意ありしは感心なり。扨物心事の上に理不思議がある。これは一寸今はいわぬ方宜しかろうと思う。 右述の如く精神疲れ居れば、十分に言いあらわし得ぬ故なり。これ等の諸不思議は不思議と称するものの、大に大日如来の大不思議と異にして、法則だに立んには、必ず人智にて知り得るものと思考す。—『7月18日付書簡』、南方 (1951, pp. 181–183) 新字新かな・一部省略
南方は「7月18日図」を提示しながら、世界はこれらの「不思議」が連鎖して形成されたものであり、世界のどの要素を対象とする研究も、敷衍してみればほかの領域と繋がりあったものであると論じる。
扨妙なことは、此世間宇宙は、天は理なりといえる如く（理はすじみち）、如図（図は平面にしか画き得ず、実は長幅の外に厚さもある立体のものと見よ）、前後左右上下、何れの方よりも事理が透徹して、この宇宙を成す。その数無尽なり。故にどこ一つとりても、それを敷衍研究するときは、いかなることをも見出し、いかなることをもなしうるようになって居る。—『7月18日付書簡』、南方 (1951, p. 183)
図中には様々な直線がランダムに引かれており、日野裕一郎いわくこれは物体が時間的、空間的に一定せず、変化し続ける状態を意味している。南方は、諸不思議と諸不思議が出会う場所を調べることで、「色々の理」を認識しやすくなるとして、これらの線が交わる、図中の（イ）点のようなところを「萃点（）」と名付けた。萃点から遠ざかっていくにつれてその真理を理解することは困難になっていく。（ル）点のように、もはや他の不思議との接点を有さない理こそが、南方が「理不思議」と呼ぶものである。理不思議は、推論・予知といったいわば第六感で知ることができるような領域であり、中沢はこの例として湯川秀樹が推論を通して発見した中間子を挙げている。そして、その外部に存在する、人間が到達することのできない不思議が大日如来本体であるところの「大不思議」であり、これは宇宙全体を包摂している。唐澤太輔は、理不思議は大不思議を感得するにあたってのアクセスポイントのような役割を果たすが、一方で人間という個が大日如来の一原子にすぎない以上、全体であるところの「大不思議」を理解することは不可能であると論じている。
其捗りに難易あるは、図中（イ）の如きは、諸事理の萃点故、それをとると、色々の理を見出すに易くしてはやい。（ロ）の如きは、（チ）（リ）の二点へ達して、初て事理を見出すの途に着く、それ迄は先は無用のものなれば、用要のみに渋々たる人間には一寸考及ばぬ。（二）亦然り、（ハ）如きは、さして要用ならぬことながら、二理の会萃せる処故、人の気につき易い。（ホ）亦然り、（ヘ）殊に（ト）如きは（人間を間の中心に立として）、人間に遠く又他の事理との開係まことに薄いから、容易に気付ぬ。又実用がさし当りない、（ヌ）如きに至りては、人間の今日の推理の及ぶべき事理の一切の境の中で（此間に現するを左様のものとして）、（オ）（ワ）の二点でかすかに触れ居るのみ、（ル）如きは、恰も天文学上或る大彗星の軌道の如く、（オ）（ワ）の二点で人間の知り得る事理にふれ居る（ヌ）、其（ヌ）と少しも触るる処ないが、近処にある理由を以て、多少の影響を及すを、纔かに（オ）（ワ）の二点を仲媒として、こんな事理といふことは分らぬながら、なにか一切ありそうなと思ふ事理の外に、どうやら（ル）なる事理がありそうに思はるといふ位のことを想像し得るなり。乃ち図中の或は遠く近き一切の理が、心、物事理の不思議にして、（動かすことはならぬが）道筋を追従し得たるだけが、理由（実は現像の総概括）となり居るなり。扱これら途には可知の理の外に横りて、今少く眼境を（此画を）広して、何れかにて（オ）（ワ）如く触れた点を求めねば、到底追従に手がかりなきながら、（ヌ）と近いから、多少の影響より、どうやらこんなものがなくてかなわぬと想わる、（ル）如きが、一切の分り知り得べき性の理に対する理不思議なり。扨て総て画にあらはれし外に何があるか、それこそ、大日、本体の大不思議なり。—『7月18日付書簡』、南方 (1951, pp. 273–275)

### 8月8日図

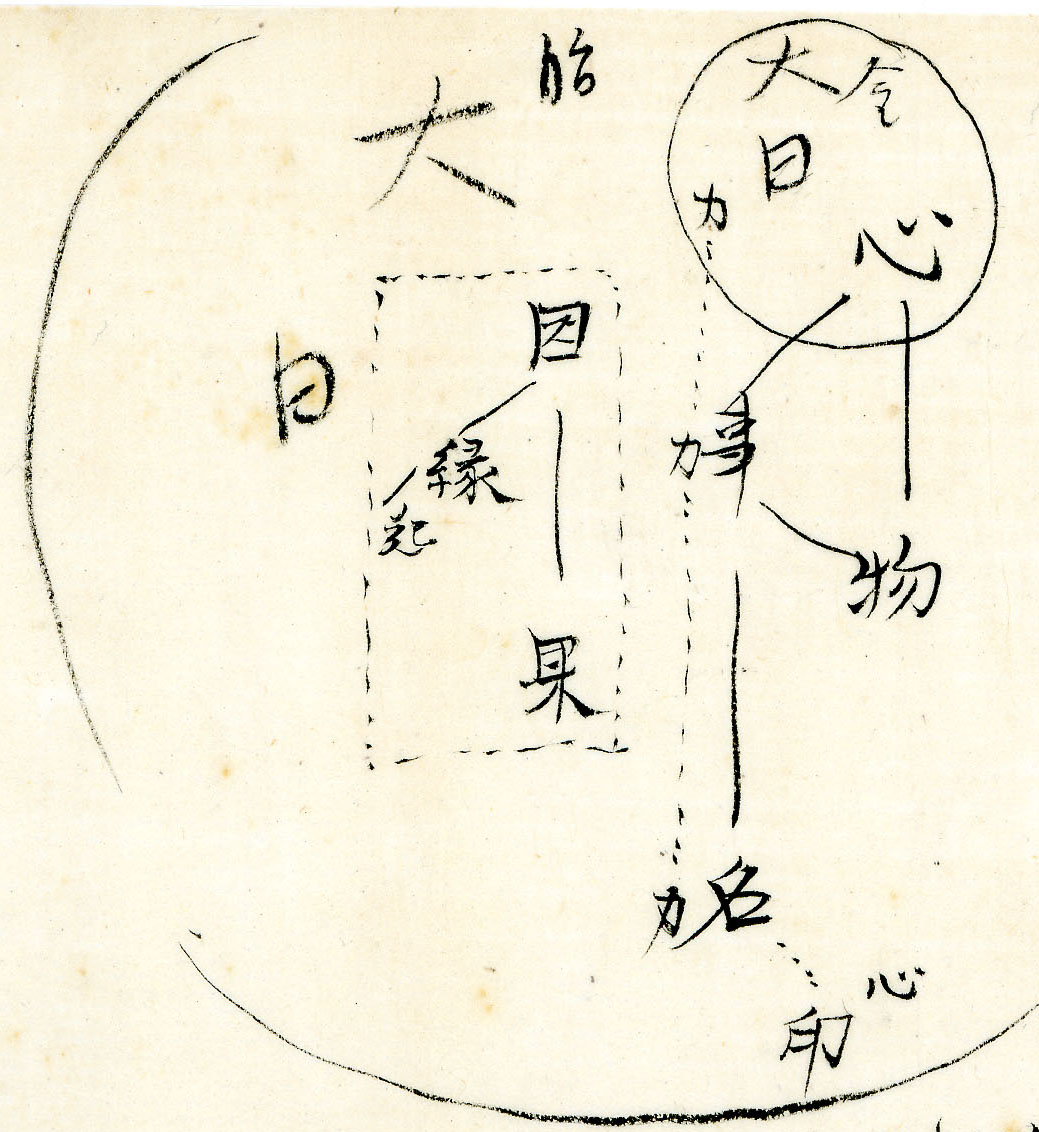
8月8日図

この時代、土宜が南方に宛てた書簡が現存していないため、どのようなやりとりがあったかについての詳細は不明であるものの、8月8日付書簡において南方は「曼荼羅」を銘する図を描いている。
ただし、予は自分に腹案なきことを虚喝するものにあらず。簡単に示せとのことながら、曼陀羅ほど複雑なるものなきを簡単にはいいがたし。いいがたいが、大要として次に述べん。すなわち四曼陀羅のうち、胎蔵界大日中に金剛大日あり。その一部心が大日滅心（金剛大日中、心を去りし部分）の作用により物を生ず。物心相反応動作して事を生ず。事または力の応作によりて名として伝わる。さて力の応作が心物、心事、物名、名事、心物心、心物名、……心名物事、事物、心名、……事物心名事、物心事、事物……心名物事事事事心名、心名名名物事事名物心というあんばいに、いろいろの順序で心物名事の四つを組織するなり。

例。熊楠、酒を見て、酒に美趣あることを、人に聞きしことを思い出だし、これを飲む。ついに酒名を得。（中略）

右のごとく真言の名と印は物の名にあらずして、事が絶えながら（事は物と心とに異なり、止めば断ゆるものなり）、胎蔵大日中に名としてのこるなり。これを心に映して生ずるが印なり。故に今日西洋の科学哲学等にてなんの解釈のしようなき 宗旨、 言語、 習慣、 遺伝、 伝説等は、真言でこれを実証を証する、すなわち名なり。—『8月8日付書簡』、中沢 (2006, pp. 90–91)
南方はここで、心と物とは大日如来の「大不思議」から生まれるコインの裏表のようなものであると説明する。白川歩によれば、ここで胎蔵大日如来はすべての世界を包む現象界、金剛界大日如来は全宇宙の発生体として捉えられている。また、金剛界大日は「大日滅心」の作用により「物」を生じさせる。唐澤太輔はこの「大日滅心」という言葉は『大乗起信論』の論じる、差別を越えた絶対平等の基体であるところの「心真如」、現実においてさまざまに揺れ動き起動変化する心の在り方であるところの「心生滅」があわさり「一心」をなすという考えが背景にある。すなわち金剛界大日の「一心」から「心真如」が取り払われたときに「物」がうまれ、これは「一心」であるところの「心」と相反応することで「事」をうみだす。
「心」と「物」がほどけるときに生じる、胎蔵界大日に対する痕跡が「名」であり、これは言語や習慣といった無意識の深層構造をあらわす。これら「心」「物」「名」「事」は様々な順序で組織される。南方はこれを自らが酒を飲む様子に例示し、南方という「心」は酒という「物」を見るという行為をもって、深層構造における価値判断である「名」を思い出す。飲むという行為を通じて「心」と「物」は交差し、それは「酒名」として精神に強く刻み込まれる。唐澤は、この「酒名」は単に酒の名称という意味であるようにも思えるとして、南方自身の論理に混乱や不徹底さが感じられるとしている。抽象的な構造であるところの「名」はふたたび「心」に映されることにより「印」となり、中沢は「名」と「印」の関係をラングとパロールのそれにたとえている。

## 関連文献
- 鶴見和子『南方熊楠・萃点の思想〈新版〉――未来のパラダイム転換に向けて』藤原書店、2021年。ISBN 978-4865783100。
- 松居竜五・岩崎仁 編『南方熊楠の森』方丈堂出版、2005年。ISBN 978-4894800304。
- 松居竜五・田村義也 編『南方熊楠大事典』勉誠出版、2012年。ISBN 978-4585200086。